# فؤاد أسلانوف
فؤاد أسلانوف (مواليد 28 يونيو 1976) هو ملاكم أذربيجاني، مثّل بلاده في الألعاب الأولمبية الصيفية 2004.

## روابط خارجية
فؤاد أسلانوف على موقع أوليمبيديا (الإنجليزية)